# OpenBazaar
OpenBazaar — одноранговый децентрализованный протокол торговли с открытым исходным кодом, использующий биткойн с возможностью указывать цены в фиатных валютах, разработчики — Брайан Хофманн (Brian Hoffman), Сэм Паттерсон (Sam Patterson) и Амир Тааки.
Концепция проекта — «псевдонимная торговля без цензуры». Данные магазинов OpenBazaar хранятся на компьютерах пользователей, в таблице хэшей распределённой по сети, все расчёты совершаются в биткойнах, с использованием гаранта. OpenBazaar не взимает комиссию, сервис полностью бесплатен.

## История
Изначально разработан Амиром Тааки на хакатоне в Торонто, первое название — DarkMarket. Похожим проектом Тааки, связанным с биткойном, был DarkWallet — биткойн-кошелёк со встроенным биткойн миксером для ещё большей анонимности и сокрытия транзакций. DarkMarket, по словам автора, создан чтобы «дать людям инструменты, необходимые для следующего поколения цифровых чёрных рынков». Вскоре под давлением инвесторов DarkMarket был переименован в OpenBazaar, а Тааки покинул команду разработчиков. Хотя концепция рынка не изменилась, функцию скрытия IP-адреса убрали, поэтому без использования анонимайзера IP-адрес пользователя может быть отслежен.
К 27 апреля 2016 года количество загрузок OpenBazaar превысило 100 тысяч. 2 мая 2016 года сервис победил в трёх номинациях премии BlockchainAwards-2016 — «Самое многообещающее пользовательское приложение», «Лучший новый стартап» и «Биткойн-чемпион года».

## Реализация
Пользователи сервиса могут продавать друг другу товары, представленные на витринах. Доверие между пользователями основано на репутации, которая вычисляется по результатам пользовательских оценок сделок, осуществляемых по нескольким параметрам: качество товара, качество сервиса, точность описания и скорость доставки.
Предусмотрено три схемы оплаты товаров и услуг:
- прямая оплата — покупатель делает заказ, затем продавец отправляет или доставляет товар и подтверждает это, средства тотчас поступают продавцу (используется при мелких покупках или при работе с проверенными продавцами);
- модерируемая оплата без диспута — покупатель размещает заказ, и средства поступают в эскроу, продавец отправляет товар и подтверждает сделку, как только покупатель получает заказ и освобождает деньги, после чего продавец получает деньги за свой товар;
- модерируемая оплата с арбитражем (диспутом) — то же самое, как во втором варианте, только добавляется этап разрешения спора, притом время, затраченное на общение со сторонами и принятие решения, компенсируется за счёт продавца.

В варианте с арбитражем сторонами заранее выбирается арбитр, и в случае несогласия одной из сторон инициируется диспут, в результате которого арбитр решает, куда направить замороженные средства — обратно покупателю или всё-таки продавцу. По результатам диспута каждый участник дает арбитру оценку.

## Программное обеспечение
Децентрализованная природа сервиса предполагает установку на стороне пользователя специального программного обеспечения. Оно состоит из двух частей — сервера и клиента. Серверная часть отвечает за взаимодействие с другими узлами сети, проведение транзакций и хранение биткойн-ключей. Клиент хранит описания и фото товаров и настройки визуальной части магазина. Обе части могут быть установлены как на одном, так и на разных компьютерах. Возможна установка нескольких клиентских приложений на одной машине, например, для управления несколькими витринами одновременно.